# Cristian Malmagro
Cristian Malmagro Viaña (* 11. März 1983 in Granollers, Spanien) ist ein ehemaliger spanischer Handballspieler. Er ist 1,91 m groß und wiegt 87 kg. Malmagro wurde meistens als Rückraummitte eingesetzt.
Cristian Malmagro begann in seiner Heimatstadt mit dem Handballspiel. Für den örtlichen Erstligisten BM Granollers debütierte er auch in der spanischen Liga ASOBAL, gewann jedoch keine Titel. 2007 wurde er vom Spitzenverein SDC San Antonio verpflichtet, um Renato Vugrinec, San Antonios bis dahin alleinigen Spieler im rechten Rückraum, zu entlasten. Auf Grund seiner guten Leistungen wurde er zum besten halbrechten Rückraumspieler der Saison gewählt. Im Jahr 2010 schloss sich Malmagro dem dänischen Verein AG København an, mit dem er 2011 und 2012 die Meisterschaft gewann. Im Sommer 2012 wechselte er zu Montpellier AHB. Mit Montpellier gewann er 2013 den französischen Pokal. 2013 schloss er sich dem Verein al Ain an. Eine Saison später unterschrieb er einen Vertrag beim rumänischen Erstligisten HC Minaur Baia Mare. Mit Baia Mare gewann er 2015 die Meisterschaft. Im Sommer 2015 schloss er sich dem spanischen Erstligisten Naturhouse La Rioja an. Aus finanziellen Gründen wechselte Malmagro zum Jahreswechsel 2015/2016 nach Saudi-Arabien. Im März 2019 schloss er sich dem spanischen Viertligisten Handbol Marratxí an.
Cristian Malmagro bestritt 51 Länderspiele für die spanische Nationalmannschaft und erzielte 167 Tore. Bei der Europameisterschaft 2008 in Norwegen gehörte er nur zum erweiterten Aufgebot seines Landes. Bei den Olympischen Spielen 2008 holte er sich die Bronzemedaille. Er stand im Aufgebot Spaniens für die Weltmeisterschaft 2011.